# Aleksandr Makarov (calciatore 1996)
Aleksandr Jur'evič Makarov (in russo Александр Юрьевич Макаров?; Eršov, 24 aprile 1996) è un ex calciatore russo, di ruolo centrocampista.

## Caratteristiche tecniche
È un esterno destro.

## Carriera

### Club
È cresciuto nelle giovanili del CSKA Mosca.
Ha esordito il 21 aprile 2016 con la maglia del Baltika in occasione del match di campionato  pareggiato 1-1 contro il Tjumen'.

### Nazionale
Nel 2013 ha vinto gli Europei Under-17 e successivamente ha partecipato ai Mondiali Under-17.

## Statistiche

### Presenze e reti nei club
Statistiche aggiornate al 6 agosto 2018.
| Stagione        | Squadra         | Campionato      | Campionato | Campionato | Coppe nazionali | Coppe nazionali | Coppe nazionali | Coppe continentali | Coppe continentali | Coppe continentali | Altre coppe | Altre coppe | Altre coppe | Totale | Totale | Totale |
| Stagione        | Squadra         | Comp            | Pres       | Reti       | Comp            | Pres            | Reti            | Comp               | Pres               | Reti               | Comp        | Pres        | Reti        | Pres   | Reti   |        |
| --------------- | --------------- | --------------- | ---------- | ---------- | --------------- | --------------- | --------------- | ------------------ | ------------------ | ------------------ | ----------- | ----------- | ----------- | ------ | ------ | ------ |
| 2015-2016       | Baltika         | 1D              | 12         | 2          | CR              | 0               | 0               |                    | -                  | -                  |             | -           | -           | 12     | 2      |        |
| 2016-2017       | Tosno           | 1D              | 16         | 4          | CR              | 2               | 0               |                    | -                  | -                  |             | -           | -           | 18     | 4      |        |
| 2017-2018       | CSKA Mosca      | PL              | 1          | 0          | CR              | 0               | 0               | UCL+UEL            | 1+0                | 0                  |             | -           | -           | 2      | 0      |        |
| 2017-2018       | Tosno           | PL              | 6          | 0          | CR              | 1               | 0               |                    | -                  | -                  |             | -           | -           | 7      | 0      |        |
| Totale Tosno    | Totale Tosno    | Totale Tosno    | 22         | 4          |                 | 3               | 0               |                    | -                  | -                  |             | -           | -           | 25     | 4      |        |
| Totale carriera | Totale carriera | Totale carriera | 35         | 6          |                 | 2               | 0               |                    | 1                  | 0                  |             | -           | -           | 38     | 6      |        |

## Palmarès

### Club

#### Competizioni nazionali
- Supercoppa di Russia: 1

CSKA Mosca: 2018